# Hibbertia longifolia
Hibbertia longifolia är en tvåhjärtbladig växtart som beskrevs av F. Müll. Hibbertia longifolia ingår i släktet Hibbertia och familjen Dilleniaceae. Inga underarter finns listade i Catalogue of Life.